# Conservatoire national supérieur d'art dramatique
Conservatoire national supérieur d'art dramatique je francuski grande école.
Datira još iz École royale de chant et de déclamation, utemeljene 1784, gdje je govor bio prilično sporedan predmet za glazbenike. To također objašnjava izraz konzervatorij koji se općenito koristi za glazbene škole, ali ne i za dramske škole.
Godine 1806. tumačenje je postalo glavno. Godine 1946. konzervatorij je podijeljen, što je omogućilo kazalištu da zadrži Théâtre du Conservatoire, koji je 1811 dizajniran kao koncertna dvorana, a glazbenici su otišli dalje. Današnji naziv konzervatorij nosi od 1968 godine.

## Poznati maturanti
- Jean-Paul Belmondo
- Sarah Bernhardt

## Vanjske poveznice
- Conservatoire national supérieur d'art dramatique